# Episodi di Chesapeake Shores (prima stagione)
La prima stagione della serie televisiva Chesapeake Shores, composta da 9 episodi, è stata trasmessa negli Stati Uniti, da Hallmark Channel, dal 14 agosto al 9 ottobre 2016.
In Italia, la stagione è stata pubblicata interamente su Netflix il 27 marzo 2018.
| nº | Titolo originale          | Titolo italiano Netflix      | Titolo italiano TV                              | Prima TV USA      | Pubblicazione Italia |
| -- | ------------------------- | ---------------------------- | ----------------------------------------------- | ----------------- | -------------------- |
| 1  | Pilot                     | Il sogno americano (Parte 1) | Ritorno a casa                                  | 14 agosto 2016    | 27 marzo 2018        |
| 1  | Pilot                     | Il sogno americano (Parte 2) | Recupera il tuo tempo                           | 14 agosto 2016    | 27 marzo 2018        |
| 2  | Home to Roost, Part One   | Ritorno a casa (Parte 1)     | Tutti i nodi vengono al pettine (Prima parte)   | 21 agosto 2016    | 27 marzo 2018        |
| 3  | Home to Roost, Part Two   | Ritorno a casa (Parte 2)     | Tutti i nodi vengono al pettine (Seconda parte) | 28 agosto 2016    | 27 marzo 2018        |
| 4  | We're Not Losing a Son... | Non perdiamo un figlio       | Non perderemo un figlio                         | 4 settembre 2016  | 27 marzo 2018        |
| 5  | We're Gaining a Daughter  | Una nuova figlia             | Abbiamo acquisito una figlia                    | 11 settembre 2016 | 27 marzo 2018        |
| 6  | Georgia on My Mind        | Georgia on My Mind           | Georgia on My Mind                              | 18 settembre 2016 | 27 marzo 2018        |
| 7  | Second Chances            | Seconde Chance               | Seconde Opportunità                             | 25 settembre 2016 | 27 marzo 2018        |
| 8  | Deals Undone              | Accordi annullati            | Accordi annullati                               | 2 ottobre 2016    | 27 marzo 2018        |
| 9  | Exes Mark the Spot        | Vecchi amori                 | La carica degli ex                              | 9 ottobre 2016    | 27 marzo 2018        |